# László Pál
László Pál (Budapest, 5 de septiembre de 1942 – Budapest, 21 de noviembre de 2017) fue un político e ingeniero eléctrico húngaro, que ocupó el cargo de ministro de Industria y Comercio en el gabinete del primer ministro Gyula Horn de 1994 a 1995. También fue miembro del Parlamento por el Partido Socialista Obrero Húngaro (MSZP) desde 1990 hasta su renuncia en 1997. Posteriormente, fue CEO del MVM Group (MVM) en 2002.
Pál murió el 21 de noviembre de 2017  a los 75 años después de una corta enfermedad.